# Bruinkopstekelkruin
De bruinkopstekelkruin (Thripophaga fusciceps) is een zangvogel uit de familie Furnariidae (ovenvogels).

## Verspreiding en leefgebied
Deze soort komt voor in het westelijk en centraal Amazonebekken en telt drie ondersoorten:
- T. f. dimorpha: oostelijk Ecuador en noordoostelijk en zuidoostelijk Peru.
- T. f. obidensis: centraal Brazilië.
- T. f. fusciceps: noordelijk Bolivia.

## Status
De grootte van de populatie is niet gekwantificeerd maar de soort wordt omschreven als schaars met een versnipperde verspreiding. Op de Rode lijst van de IUCN heeft deze soort de status niet bedreigd.